# Kuto
Kuto is een bestuurslaag in het regentschap Karanganyar van de provincie Midden-Java, Indonesië. Kuto telt 5188 inwoners (volkstelling 2010).